# Тлемсен (национален парк)
Тлемсен е национален парк в Алжир, създаден през 1993. Разположен е в провинция Тлемсен. Площта му е 82 км². На територията на парка има много гори, водопади, скали и археологически места. Руините на древния град Мансура, върху които е построен днешният град Тлемсен, също се намират на територията на парка.